# Warhammer 40.000: Dawn of War
Warhammer 40.000: Dawn of War je 3D strategie v reálném čase. Hra se odehrává ve futuristickém prostředí Warhammer 40.000 a využívá jeho pravidel a jednotek.

## Warhammer 40.000: Dawn of War 2
V únoru 2009 bylo vydáno pokračování této úspěšné strategie jako Warhammer 40.000: Dawn of War 2. Tato hra byla založena na rozšířeném engine použitým ve hře Company of Heroes s vylepšenou grafikou a se zaměřením na online multiplayer s novými herními prvky.
Hra byla vydána pouze pro platformu Steam s podporou online systému Games for Windows Live.